# غلاف مغناطيسي

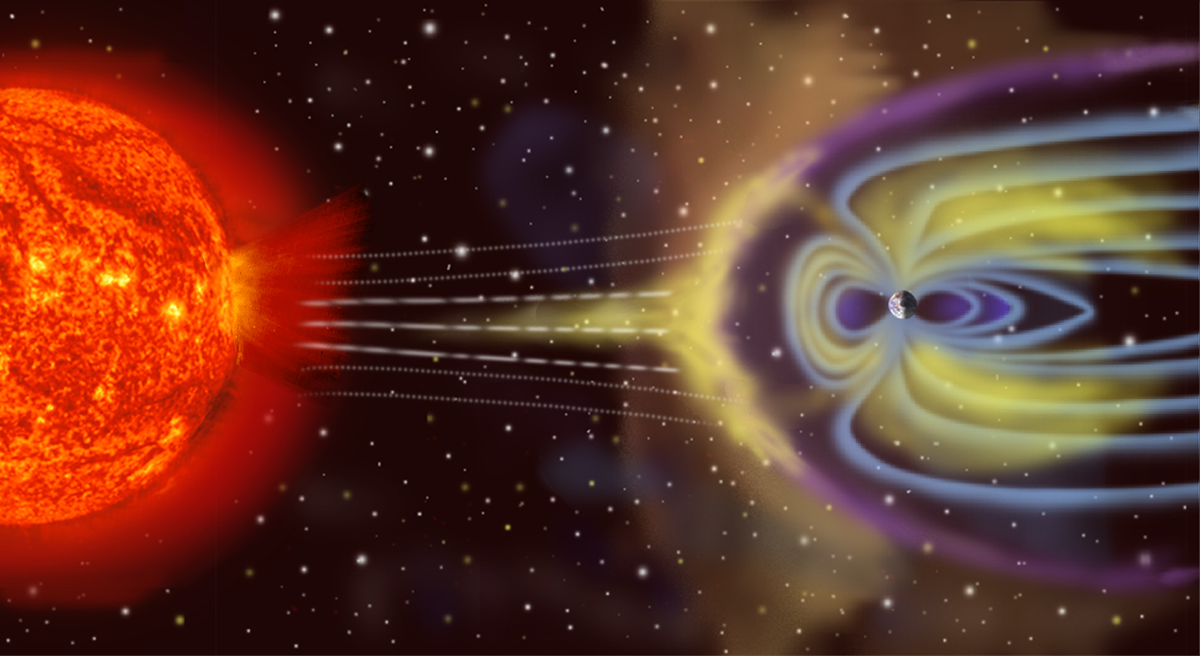
رسم يُظهر عملية تفاعل الغلاف المغناطيسي الأرضي مع الرياح الشمسية وصده لها.

يَتكون الغلاف المغناطيسي عندما يَتفاعل فيض من الجسيمات المشحونة - مثل الرياح الشمسية - مع مجال مغناطيسي حقيقي لكوكب ما أو جسم مُشابه. يُطوق الأرض غلاف مغناطيسي، والكواكب الأخرى التي تملك غلافاً مغناطيسياً حقيقياً وقوياً هي: عطارد والمشتري وزحل وأورانوس ونبتون. يَملك أكبر أقمار المشتري - جانيميد - غلافاً مغناطيسياً صغيراً، لكنه يَقع بالكامل تقريباً ضمن غلاف المشتري، مما يُؤدي إلى تفاعلات معقدة بينهما. يُطلق أيونوسفير الكواكب ضعيفة المغناطيسية مثل الزهرة والمريخ تيارات تحرف جزئياً تدفق الرياح الشمسية، لكنها لا تملك أغلفة مغناطيسية بالرغم من ذلك.
يُستخدم مصطلح الغلاف المغناطيسي أيضاً لوصف المناطق التي تخضع لتأثير الحقول المغناطيسية لأجرام سماوية ما، مثل غلاف النوابض المغناطيسي.

## تاريخ فيزياء الأغلفة المغناطيسية
اكتشفت مركبة المستكشف 1 غلاف الأرض المغناطيسي عام 1958 خلال بحث يَخص سنة جيوفيزيائية دولية.[بحاجة لمصدر] قبل هذا، عرف العلماء أنه توجد تيارات كهربائية في الفضاء بسبب ثورات شمسية تقود أحياناً إلى اضطراب «عاصفة مغناطيسية». لكن بالرغم من هذا لم يَعرف أحد أين ولماذا كانت هذه التيارات موجودة، أو أن الرياح الشمسية موجودة أساساً. أطلق في شهري آب/أغسطس وأيلول/سبتمبر عام 1958 مشروع أرغس لاختبار نظرية حول تكون الأحزمة الإشعاعية التي يُمكن أن تملك استخداماً تكتيكياً في الحرب.[بحاجة لمصدر] في عام 1959، قام باحثان من جامعة لوا باستخدام صاروخ تجارب لتحديد أن الجُسيمات التي رُصدت سابقاً حول الأرض هي إلكترونات، وتملك طاقة متوسطها 6,000 فولت. أما اليوم، فإن السواتل العلمية تقوم دورياً بعبور تيارات الإلكترونات في الغلاف المغناطيسي الأرضي وبقياس خصائصها.
اقترح ثوماس غولد اسم «الغلاف المغناطيسي» في عام 1959 عندما كتب في مجلة البحوث الجيوفيزيائية:

## غلاف الأرض المغناطيسي

رسم يُوضح بُنية الغلاف المغناطيسي. حيث تأتي الرياح الشمسية من اليسار، فيَحرف الغلاف المغناطيسي مسار بعضها مُبعداً إياها عن الأرض، ويُخلف وراءه ذيلاً مغناطيسياً نتيجة لتفاعله مع جُسيمات الرياح الشمسية المشحونة. أما بقية البلازما فتتجه القطبين حيث تشكل ظاهرة الشفق القطبي.

الغلاف الأرضي المغناطيسي هو منطقة في الفضاء يُحدد شكلها المجال الأرضي المغناطيسي الداخلي، وبلازما الرياح الشمسية، حقل مغناطيسي بين كوكبي. في الغلاف المغناطيسي، يُحبس مزيج من الأيونات الحرة والإلكترونات - القادمين من كل من الرياح الشمسية والأيونوسفيرِ الأرضي - عن طريق القوة الكهرومغناطيسية، والتي تفوق الجاذبية والاصطدامات قوة بكثير.
على الرغم من أن الاسم الأصلي - الأجنبي - للغلاف المغناطيسي يَعني حرفياً «الكرة المغناطيسية»، إلا أن شكله في الحقيقة ليس كروياً. جميع الأغلفة المغناطيسية الكوكبية المعروفة في النظام الشمسي تملك غلافاً أقرب إلى البيضوي في شكله بسبب تأثير الرياح الشمسية.

## الذيول المغناطيسية

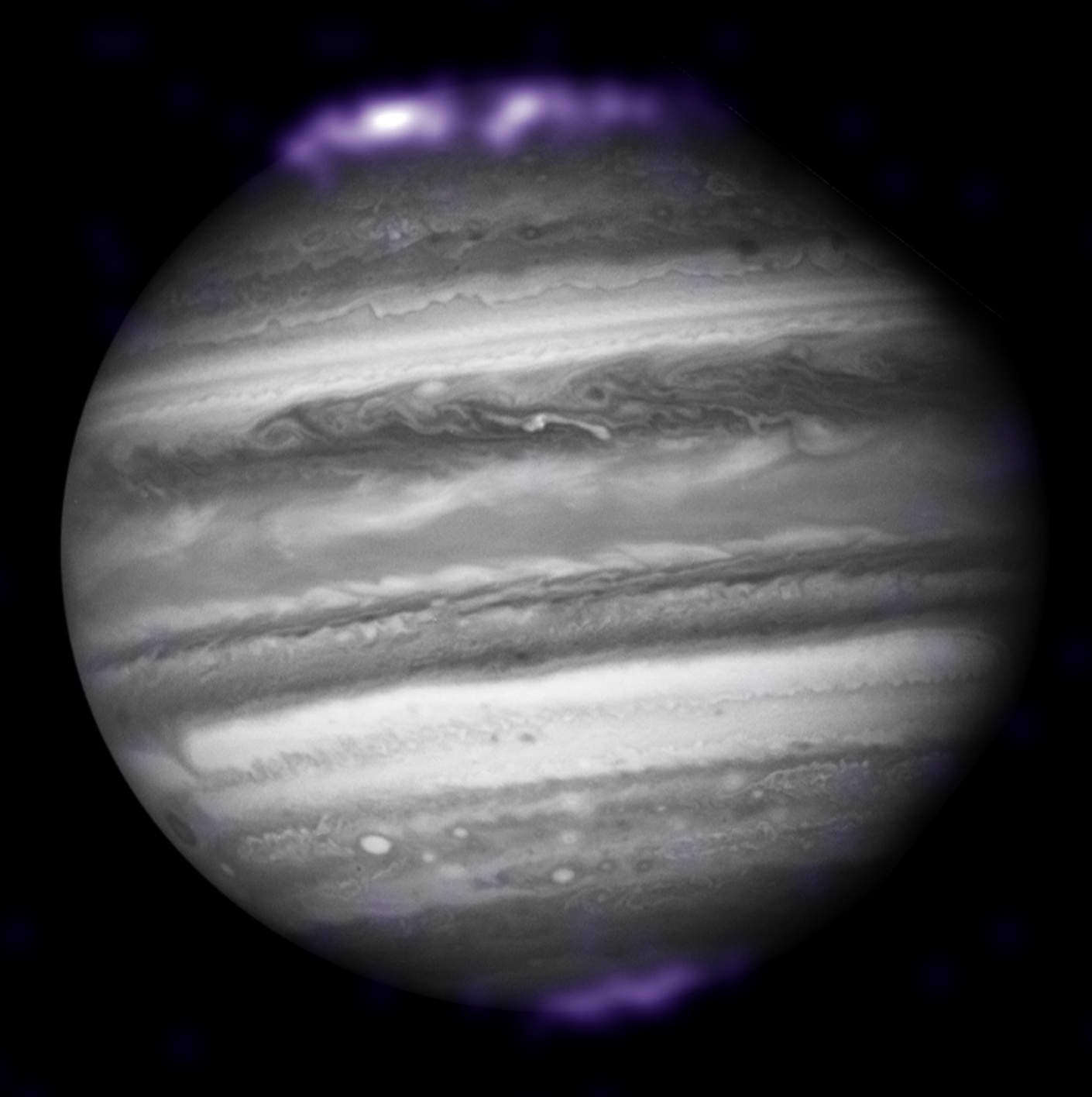
صورة لشفق المشتري القطبي الناتج عن غلافه المغناطيسي، وتظهر فيها ثلاثة من أقماره الكبيرة: جانيميد وآيو وأوروبا.

يَتكون الذيل المغناطيسي عن طريق الضغط الذي تولّده الرياح الشمسية على الغلاف المغناطيسي لكوكب ما. يُمكن أن يَمتد الذيل المغناطيسي لمسافات هائلة عن كوكبه، فمثلاً يَمتد ذيل الأرض المغناطيسي لـ200 ضعف نصف قطرها على الأقل بعكس اتجاه الشمس، ولمسافة جيدة وراء مدار القمر تصل إلى حوالي 60 نصف قطر أرضي. في حين أن ذيل المشتري المغناطيسي يَمتد لما وراء مدار زحل، وهذا يَجعل زحل مغموراً بغلاف المشتري المغناطيسي.
يَنتج الذيل المغناطيسي المُمتد لكوكب ما من الطاقة المُخزنة داخل مجاله المغناطيسي. في الأحيان التي تنطلق فيها الطاقة يُصبح المجال المغناطيسي شبه-ثنائي القطب لفترة مؤقتة، وعندما يَحدث هذا تبدأ الطاقة المحزنة بشحن البلازما (الرياح الشمسية) التي أسرتها خطوط المجال المغناطيسي المعقدة، وتنطلق بعض هذه البلازما على شكل ذيل إلى الفضاء الخارجي. أما بقية البلازما فهي تدخل إلى الغلاف المغناطيسي الداخلي حيث تنتج في تكوين ظاهرتي الشفق القطبي وحلقة تيار البلازما. ويُمكن للبلازما المشحونة والتيارات الكهربائية الناتجة عن هذه العملية أن تهدد عمل المراكب والاتصالات والملاحة الفضائية.

## وصلات خارجية
- الأغلفة المغناطيسية - من وكالة الفضاء ناسا